# Kurarua rubida
Kurarua rubida là một loài bọ cánh cứng trong họ Cerambycidae.